# 진 애후
진 애후(晉哀侯, ? ~ 기원전 709년, 재위 기원전 717년 ~ 기원전 709년)는 중국 춘추 시대 진나라의 제15대 임금이다. 이름은 광(光)이다.

## 생애
《사기》와 《좌전》에서 아버지 진 악후가 퇴위한 경위가 서로 다르지만, 어쨌든 애후는 주 환왕(세가에서는 주 평왕이나, 연표나 좌전에서 이미 주평왕이 죽었다는 것과 맞지 않으므로 오기로 보인다.)이 괵공 기보를 보내서 곡옥장백을 공격하고, 환왕에게 진나라의 임금으로 세워졌다는 점은 일치한다.
《고본죽서기년》에 “익후가 곡옥을 쳐 크게 이겨, 곡옥무공(후의 진 무공)이 익과 화평하기를 청하였다.”라는 말이 있는데, 이후 기사가 진무공 7년(기원전 710년)이므로 무공 즉위년인 기원전 716년부터 그 사이의 일이라 여기서 말하는 익후는 진 애후다. 《고본죽서기년》집증에 수록된 뇌학기(雷學淇)의 견해에 따르면, 이는 무공 원년, 즉 애후 2년(기원전 716년)의 사건이다.
애후 8년(기원전 710년), 애후는 형정(진나라 남쪽 변방의 고을)의 땅을 침범했다. 형정 남쪽 변방 사람들과 곡옥백 칭(후의 진 무공)이 공모하여 애후 9년(기원전 709년)에 곡옥백 칭이 쳐들어와 애후를 사로잡았다. 진나라 사람들은 애후의 아들 소자후를 세웠고, 이렇게 되자 곡옥백은 숙부 한만을 시켜서 사로잡은 애후를 죽였다.

## 가정
- 진 애후
  - 진 소자후 (아들)
- 진후 민 (아우)